# NGC 6850
NGC 6850 is een balkspiraalstelsel in het sterrenbeeld Telescoop. Het hemelobject werd op 9 juni 1836 ontdekt door de Britse astronoom John Herschel.

## Synoniemen
- ESO 185-56
- AM 1959-545
- IRAS 19595-5459
- PGC 64043